# 乌苏啤酒

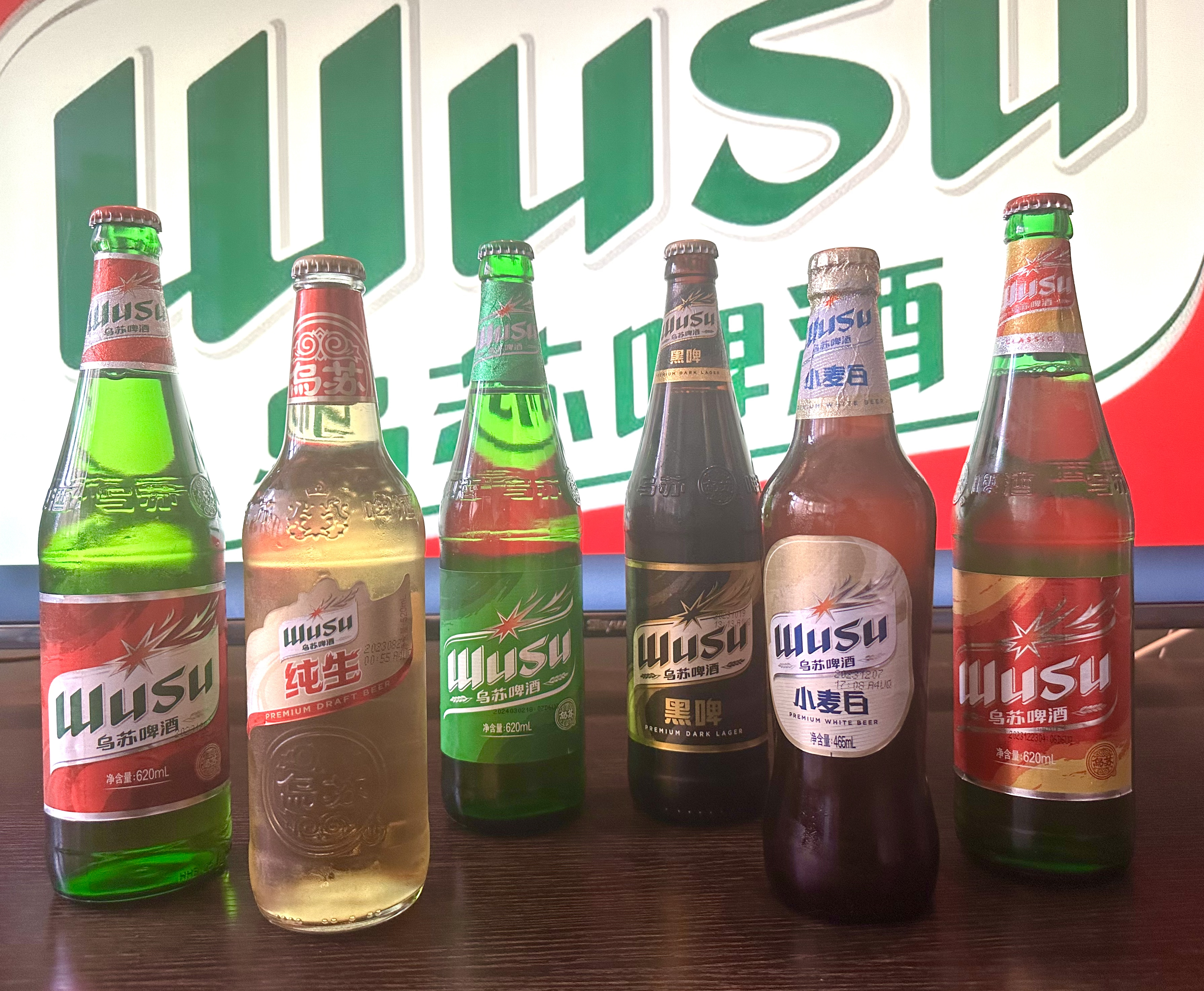
乌苏啤酒的多款产品，包括酒精度4度、麦芽浓度11度的红乌苏（两种包装）；酒精度3.6度，麦芽浓度10度的绿乌苏；乌苏纯深；乌苏黑啤；乌苏小麦白

新疆乌苏啤酒有限责任公司是中国的一家啤酒厂商，原产于新疆乌苏市，现总部位于乌鲁木齐。

## 简介

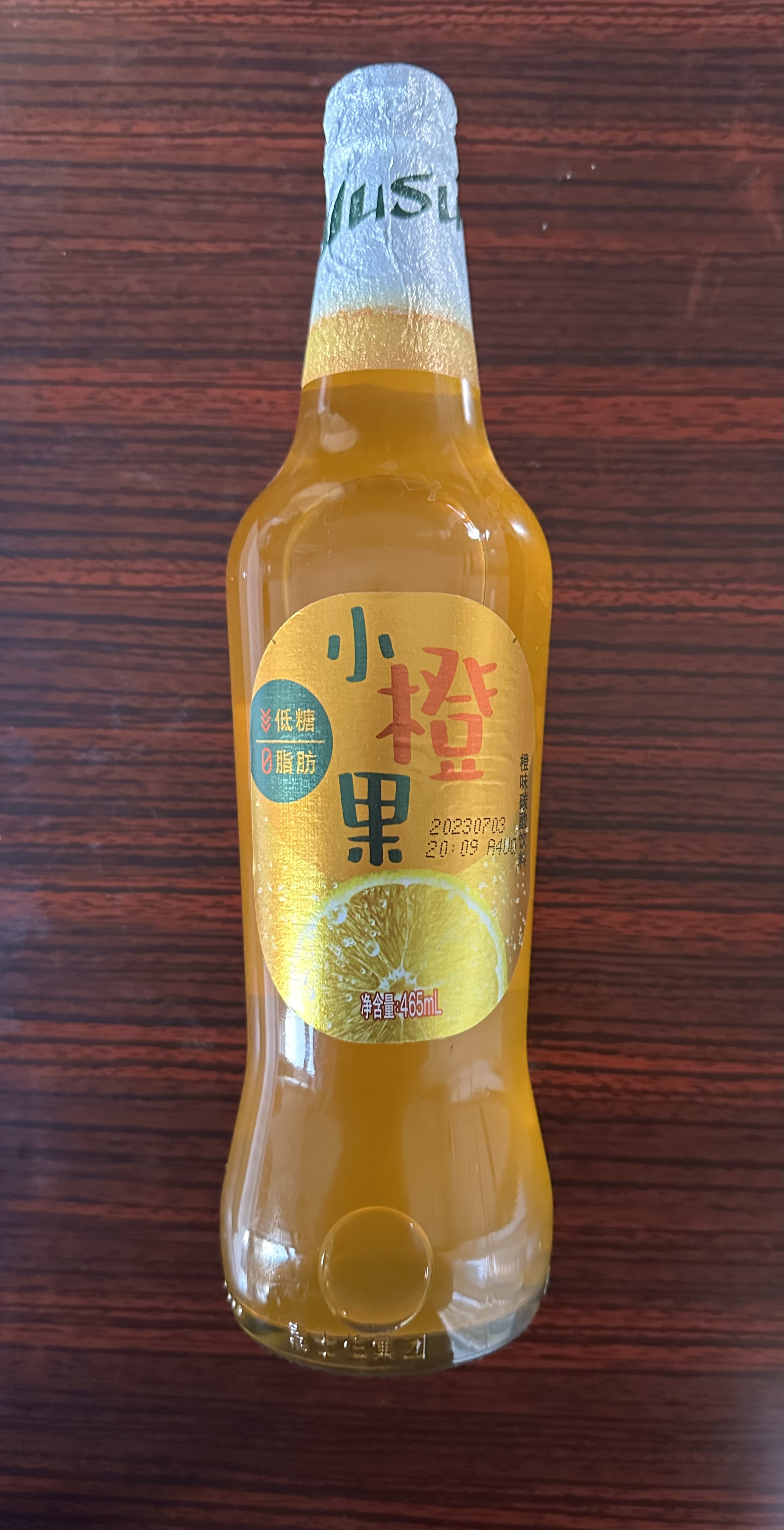
乌苏推出的小橙果橙味碳酸饮料

乌苏啤酒成立于1986年，成立时为乌苏县所属的国营啤酒厂。1999年，乌苏啤酒实行企业产权结构和经营机制的改革，国有资本退出乌苏啤酒，并由跨国啤酒商嘉士伯出资，成立了新疆乌苏啤酒有限责任公司，从此乌苏啤酒成为嘉士伯旗下品牌。2002年，乌苏啤酒总部由乌苏市搬迁到新疆首府乌鲁木齐市。
现在，乌苏已成为新疆当地的知名啤酒品牌，在中国其它地区也有一定知名度。公司推出了多种产品，包括红乌苏、绿乌苏、乌苏纯生、乌苏黑啤及果味无醇啤酒；其中红乌苏被戏称为“夺命大乌苏”，盖因其相较于中国国内大部分啤酒，酒精含量更高（4%）。